# Mellona blanda
Mellona blanda là một loài bướm đêm thuộc phân họ Arctiinae, họ Erebidae.